# Храмые
Храмые — деревня в Оричевском районе Кировской области в составе Мирнинского городского поселения.

## География
Располагается на расстоянии примерно 18 км по прямой на запад-юго-запад от райцентра поселка Оричи у восточной окраины поселка Мирный.

## История
Известна с 1802 года как починок Попыгинской с 2 дворами. В 1873 здесь (деревня Родионовская и починок Паныгинский, Зяблые) было учтено дворов 6 и жителей 50, в 1905 (деревня Родионовская или Папыгинская, Храмцы, Зебляки) 18 и 149, в 1926 (Хромые или Зяблики, Хромцы, Родионовский) 33 и 173, в 1950 30 и 107, в 1989 году проживало 43 человека. Настоящее название утвердилось с 1939 года.

## Население
Постоянное население  составляло 24 человека (русские 92%) в 2002 году, 14 в 2010.